# 고구려의 고분

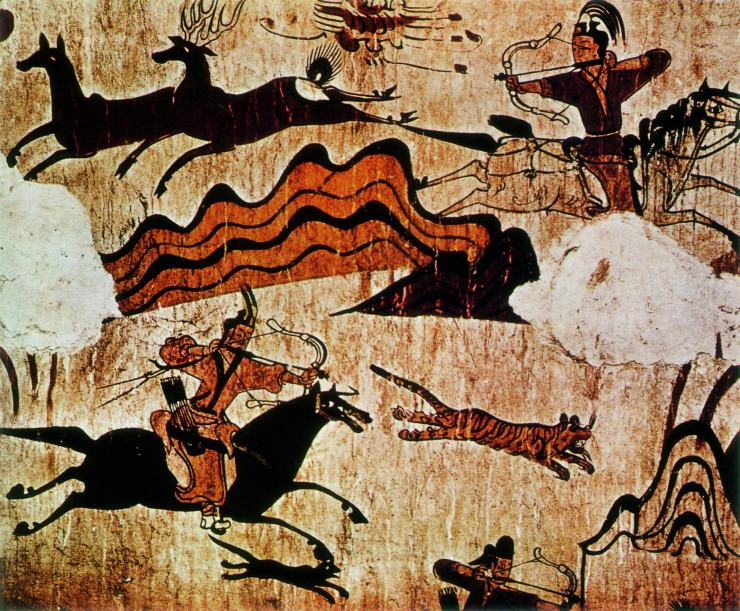

고구려의 고분은 고구려의 영토에서 해당 시대에 만들어진 고분을 말한다.
고구려에서는 1만기가 넘는 많은 수의 고분이 만들어졌다. 무덤의 양식은 초기 돌무지 무덤(적석총)에서 돌방무덤(석실총)으로 바뀌었으며, 주로 압록강 주변과 대동강 주변에 분포한다.

## 고분군
이들 고분은 무리를 이루고 있는 경우가 많은데, 현재까지 알려진 고분군과 대표적인 고분은 다음과 같다.

### 집안·환인 지역
환인은 기원전 1세기 ~ 기원후 2세기 고구려의 도읍으로 추정된다. 압록강의 지류인 혼강(渾江) 유역에 위치한다. 집안은 이후의 도읍이다. 1907년 프랑스 고고학자 샤반느(E.Chavannes)가 처음 벽화를 발견하였고, 이후 일본과 중국의 학자들에 의해 여러 고분에서 벽화가 보고되었다.
- 하해방 고분군

모두루총 외
- 우산하 고분군

각저총, 무용총, 삼실총, 통구사신총 외
- 산성하 고분군

미인총, 산성자귀갑총 외
- 만보정 고분군
- 마선구 고분군
- 장천 고분군

장천1호분, 장천2호분 외
- 환인군

### 평양·안악 지역
평양은 고구려의 후기 도읍지이다. 5세기 이후의 시기에 해당된다.
평양군
- 순천
- 평원
- 대동
- 평양

개마총, 호남리사신총, 진파리1호분
- 남포

수렵총, 쌍영총, 수산리벽화분, 강서대묘, 강서중묘, 덕흥리벽화분, 약수리벽화분
- 온천

안악군

## 벽화고분의 변천
고구려의 토총은 벽화를 가진 것과 안 가진 것의 두 가지로 나뉜다. 벽화를 가진 이른바 벽화고분의 변천은 3기로 나누어 개관하는 것이 보통이다.
제1기는 대략 5세기에 해당되며 중국의 한(漢)·삼국(三國) 및 낙랑의 옛터에 있는 중국계 벽화고분의 자극을 받아 일어난 중국 묘의 모방형식이며, 전실 좌우에 측실(별실)이나 감(龕)이 달려서 그 폭이 주실보다 넓어지고 평면이 T자형을 이루고 있는 것이 특색이다. 이와 같은 유의 제1기 고분으로서는 평안남도 강서(江西)의 연화총(蓮花塚), 순천(順天)의 천왕지신총(天王地神塚) 등이 대표적인 예이다. 한편 통구의 삼실총(三室塚)은 천장이 점차로 내경(內傾)하여 좁아지는 낙랑전분식(樂浪塼墳式) 단실묘이며 용강(龍岡) 매산리(梅山里)의 사신총(四神塚)도 단실묘이지만, 천장이 말각조정으로 되어 있다. 해방 후에 발견된 [안악 3호분이나 요동성총(僚東城塚)도 제1기 고분으로서 특수한 중국식 분묘의 구조를 보인다.
제2기의 벽화고분은 고구려 성기(盛期)에 해당하는 6세기 전반에 축조되었으며, 1기에서와 같이 통구와 용강지방에 비슷한 분포를 가지고 있다. 구조면에서는 전실에서 측실이 없어지고 따라서 정면 폭이 주실과 같고 명실상부한 부실로서의 전실이 된다. 통구의 쌍실총(雙室塚)·무용총·각저총·귀갑총(龜甲塚), 평양지방의 쌍영총·성총(星塚)·부부총(夫婦塚)·개마총(鎧馬塚) 등은 모두 2기 고분군에 속한다.
제3기는 6세기 후반경부터 7세기 전반에 걸치는데 전실이 없는 단실이 유행하며, 종래의 돌덩이(碑石)로 축성하고 표면에 회칠을 한 형식 외에 장군총에서 보이는 바와 같이 큼직한 화강암을 쓰거나 마연(磨硏)된 편마암 판석을 써서 방형의 석실을 만들고 그 표면에 직접 벽화를 그린 형식이 섞이고 있다. 3기 고분의 예로는 통구의 사신총(四神塚), 서강(西崗) 17호분, 우현리의 삼묘(三墓), 대동군 호남리(湖南里)의 사신총, 중화군(中和郡) 진파리(眞坡里) 1호분과 동 4호분 등인데 대체로 평양부근에 집중되어 있다.

## 참고 문헌
- 전호태, 《고구려 고분벽화 연구》, 사계절, 2000[쪽 번호 필요]